# سرزمین شمالی (فیلم)
سرزمین شمالی (به انگلیسی: North Country) فیلمی آمریکایی در ژانر درام و به کارگردانی نیکی کارو و نویسندگی مایکل سیزمن است که محصول سال ۲۰۰۵ است. فیلم محصول شرکت برادران وارنر است و بازیگرانی چون شارلیز ترون، فرانسیس مک‌دورمند، وودی هرلسون، میشل موناهن، شان بین و جرمی رنر در آن به بازی پرداختند.

## داستان
وقتی در سال ۱۹۸۹ جوسی آیمز (شارلیز ترون) بعد از جدایی از همسرش به شهر زادگاه خود در شمال مینه‌سوتا برمی‌گردد با توجه به داشتن دو بچه کوچک، به دنبال کار می‌گردد و بهترین کاری که در شهر است، کار کردن در معدن است. کار در معدن سخت است اما بهترین دستمزد را در شهر دارد و امکانات رفاهی خوبی را شامل می‌شود.
جوسی با تشویق‌های گلوری (فرانسیس مک‌دورمند) که دوست قدیمی‌اش است و از معدود کارکنان زن در این معدن است، به معدن می‌رود تا در آنجا مشغول به کار شود. اما کار کردن در آنجا و در کنار مردان، کار بسیار سختی است و وی با مشکلات زیادی چون تجاوز و آزار مردان معدن رو به رو می‌شود و وقتی موضوع را به رئیس خود اطلاع می‌دهد با بی‌توجهی وی همراه می‌شود.
در آن شرایط، کار کردن یک زن در معدن بسیار سخت است و هیچ مردی حاضر نمی‌شود که زنی را به عنوان رقیب شغلی خود داشته باشد و حتی پدر جوسی که وی نیز در معدن کار می‌کند بارها از جوسی می‌خواهد تا دست از کار کردن در معدن بردارد. بدین شکل جوسی تلاش خود را برای مبارزه با این وضعیت و تجاوز علیه زنان آغاز می‌کند و…

## بازیگران
- شارلیز ترون در نقش جوسی آیمز
- فرانسیس مک‌دورمند در نقش گلوریا
- وودی هرلسون در نقش بیل وایت
- شان بین در نقش کایل
- جرمی رنر در نقش بابی
- لیندا ایمند در نقش لسلی کالین

## تولید
لوئیز جانسون که شخصیت اصلی فیلم (جوسی آیمز) از وی الهام گرفته شده‌است، در واقع از سال ۱۹۷۵ وارد معدن شد و در سال ۱۹۸۴ بود که شکایت خود را به دادگاه برد. همچنین در فیلم زمان انجام و به نتیجه رسیدن دادگاه، بسیار کم شده‌است در حالیکه تلاش‌های جانسون بیش از ۱۴ سال به طول انجامید. خود جانسون نیز به عنوان مشاور تیم تهیه‌کننده فیلم حضور داشت.
فیلم برای نخستین‌بار در جشنواره بین‌المللی فیلم تورنتو و سپس در جشنواره بین‌المللی فیلم شیکاگو به نمایش درآمد و سپس اکران عمومی فیلم آغاز شد.

## وضعیت

### میزان فروش
فیلم با فروش ۶٬۴۲۲٬۴۵۵، فروش خود را در آمریکا آغاز کرد و در رده ۵ پرفروش‌ترین‌های هفته قرار گرفت. در مجموع فیلم به فروش ۱۸٬۳۲۴٬۲۴۲ دلار در آمریکا و ۵٬۳۰۰٬۰۰۰ دلار در خارج از آمریکا رسید و در مجموع فروش ۲۵٬۲۱۱٬۱۷۵ دلاری داشت که با توجه به بودجه ۳۵ میلیون دلاری خود، نتوانست در گیشه موفق باشد.

### نظر منتقدین
فیلم توانست نظر مثبت بیشتر منتقدان را جلب کند و از این نظر، بسیار موفق‌تر از وضعیت فروش خود عمل کرد. همچنین شارلیز ترون برای بازیش در این فیلم، نامزد جایزه اسکار نقش اول زن شد. همچنین فرانسیس مک‌دورمند نیز نامزد جایزه اسکار نقش مکمل زن شد. این دو در بخش‌های مشابه، در جشنواره‌های زیادی چون جایزه گلدن گلوب نامزد شده بودند.